# Omizodes ocellata
Omizodes ocellata is een vlinder uit de familie spanners (Geometridae). De wetenschappelijke naam van deze soort is voor het eerst geldig gepubliceerd in 1894 door Warren.
De soort komt voor in tropisch Afrika.